# Teilung Bengalens 1947
Die Teilung Bengalens 1947 erfolgte im Rahmen der Teilung Indiens nach dem Mountbattenplan in einen hinduistischen Teil und einen muslimischen Teil.

## Geschichte
Die Präsidentschaft Bengalen wurde 1684 gegründet und von der East India Company verwaltet, bis sie 1858 der britischen Krone einverleibt wurde. Der Regierungssitz befand sich in der Festung Fort William in Kalkutta. Im Jahr 1877 erhielt Königin Victoria den Titel Kaiserin von Indien, und die Briten erklärten Kalkutta zur Hauptstadt der „Kronkolonie Indien“. Am 16. Oktober 1905 wurde Indiens bevölkerungsreichste Provinz Bengalen (eine der aktivsten im Befreiungskampf) von den Briten aus verwaltungstechnischen Gründen geteilt – in einen westlichen Landesteil einschließlich Bihars und Orissas mit überwältigender Hindu-Mehrheit und einen östlichen Landesteil einschließlich der Provinz Assam mit deutlicher muslimischer Mehrheit. Indische Nationalisten sahen diese Teilung als ein Mittel der britischen Kolonialherren, Zwietracht unter der bengalischen Bevölkerung zu säen, die in Sprache und Geschichte immer eine Einheit gebildet hatte. Nach mehreren gewalttätigen Unruhen revidierten die Engländer die Teilung Bengalens im Jahr 1912. Ihr formales Ende fand die Präsidentschaft Bengalen mit den Montague–Chelmsford Reformen 1919 bis 1921.
Als 1947 die Teilung der ehemals britischen Kolonie Indien nach dem Mountbattenplan in einen hinduistischen Teil und einen muslimischen Teil vorgenommen wurde, erfolgte die zweite Teilung Bengalens wieder entlang fast der gleichen Grenzlinien wie 1905. Die Teile bildeten fortan den indischen Bundesstaat Westbengalen und die pakistanische Region Ostbengalen, die 1958 in Ostpakistan umbenannt wurde.
Bis zum Ende des folgenden Jahrzehnts rebellierte Ostpakistan gegen die westpakistanische Militärherrschaft. Der daraus entstandene Unabhängigkeitskampf führte zum Bangladesch-Krieg und 1971 dann zur Gründung der unabhängigen Republik Bangladesch.